# Маријано Колон (Порторико)
Маријано Колон (шп. Mariano Colón) град је у америчкој острвској територији Порторико, острвској држави Кариба.

## Демографија
По попису из 2010. године број становника је 2.240, што је 147 (-6,2%) становника мање него 2000. године.
| Група             | 2000.         | 2010.         |
| Белци             | 3 (0,1%)      | 9 (0,4%)      |
| Афроамериканци    | 262 (11,0%)   | 335 (15,0%)   |
| Азијати           | 1 (0,0%)      | 2 (0,1%)      |
| Хиспаноамериканци | 2.383 (99,8%) | 2.230 (99,6%) |
| Укупно            | 2.387         | 2.240         |